# Otto III Karyncki
Otto III (II) (ur. ok. 1265, zm. 28 maja 1310) – hrabia Gorycji i Tyrolu (jako Otto I), książę Karyntii od 1295 roku aż do śmierci, do 1305 z bratem Ludwikiem, do końca życia z Henrykiem.
Otto III był najstarszym synem Meinharda Tyrolskiego, hrabiego Gorycji i Tyrolu, w 1286 nagrodzonym przez cesarza Rudolfa I Habsburga tytułem książęcym oraz Elżbiety Bawarskiej, córki księcia Bawarii Ottona II Witelsbacha, wdowy po królu niemieckim Konradzie IV Hohenstaufie. Początkowo, przynajmniej formalnie rządził razem z braćmi: Ludwikiem (zm. 1305) i Henrykiem (zm. 1335), ponieważ trzeci brat, Albert zmarł w 1292 roku. Odziedziczył po ojcu dobrze zorganizowane państwo z wieloma klasztorami. Ustalił granicę z biskupstwem Brixen na rzekach Adydze i Avisio. Jego bracia Henryk i Ludwik stali się wójtami miejscowości w biskupstwie Trydentu. Cesarz Albrecht I Habsburg przyznał Otto kilka praw do pobierania opłat za przejazd, jednak jego ekspansywna polityka pochłaniała pieniądze. W tym celu m.in. zabezpieczył rynek w Gries (obecnie część Bolzano) przed wpływami miejscowego biskupa, nakładając niezależnie od niego opłaty.
Otto zmarł w 1310 roku bez męskiego dziedzica. Ponieważ zmarli jego bracia Albert (w 1292) i Ludwik (w 1305), wszystkie tytuły przypadły Henrykowi, wówczas królowi Czech.
W 1297 ożenił się z Eufemią legnicką (1281-1347), córką księcia legnickiego Henryka V Brzuchatego.
Miał czworo dzieci:
- Annę (zm. między 1331 a 1335), żonę Rudolfa II Wittelsbacha;
- Urszulę (zm. 1327);
- Elżbietę (zm. po 1352), żonę króla Sycylii Piotra II, regentkę Sycylii;
- Eufemię (zm. 1329/30).